# Christina Odenberg

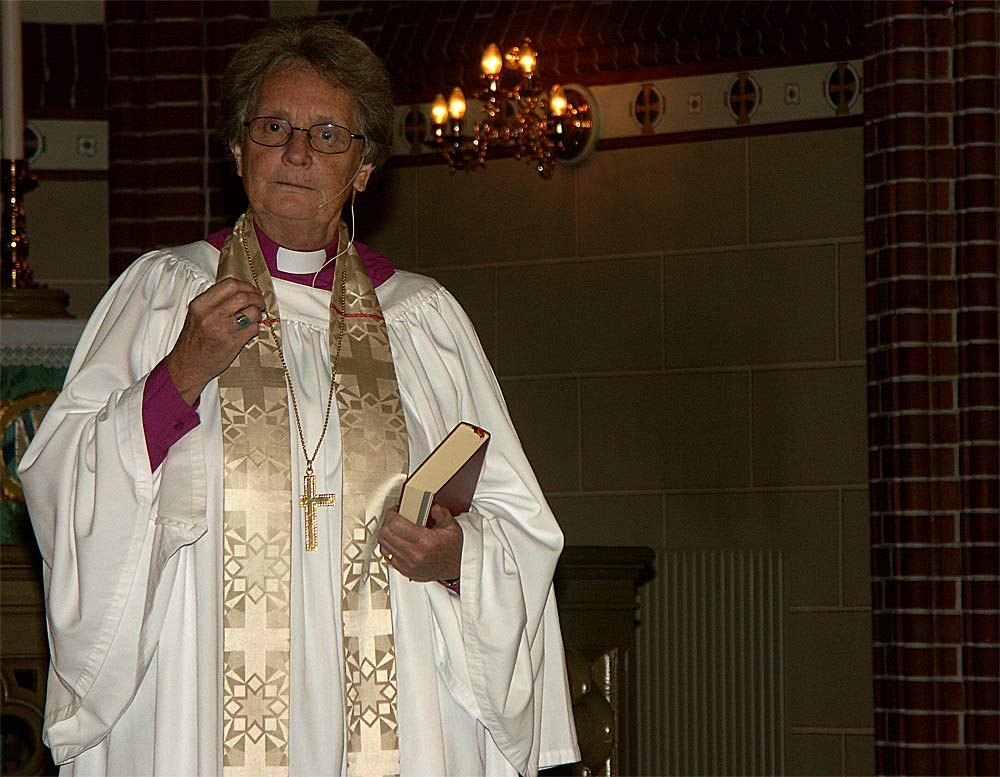
Christina Odenberg

Christina Odenberg (* 26. März 1940 in Stockholm) ist eine ehemalige Bischöfin des Bistums Lund in Schweden. Sie hatte das Amt als Bischöfin von 1997 bis 2007 inne. Nachfolgerin ist die Bischöfin Antje Jackelén.
Ihr Bruder ist Mikael Odenberg, der in Schweden Verteidigungsminister war.